# Kokoriči
Kokoriči je naselje u slovenskoj Općini Križevcima. Kokoriči se nalazi u pokrajini Štajerskoj i statističkoj regiji Pomurju. 

## Stanovništvo
Prema popisu stanovništva iz 2002. godine naselje je imalo 134 stanovnika.